# Сахнівка (Черкаський район)

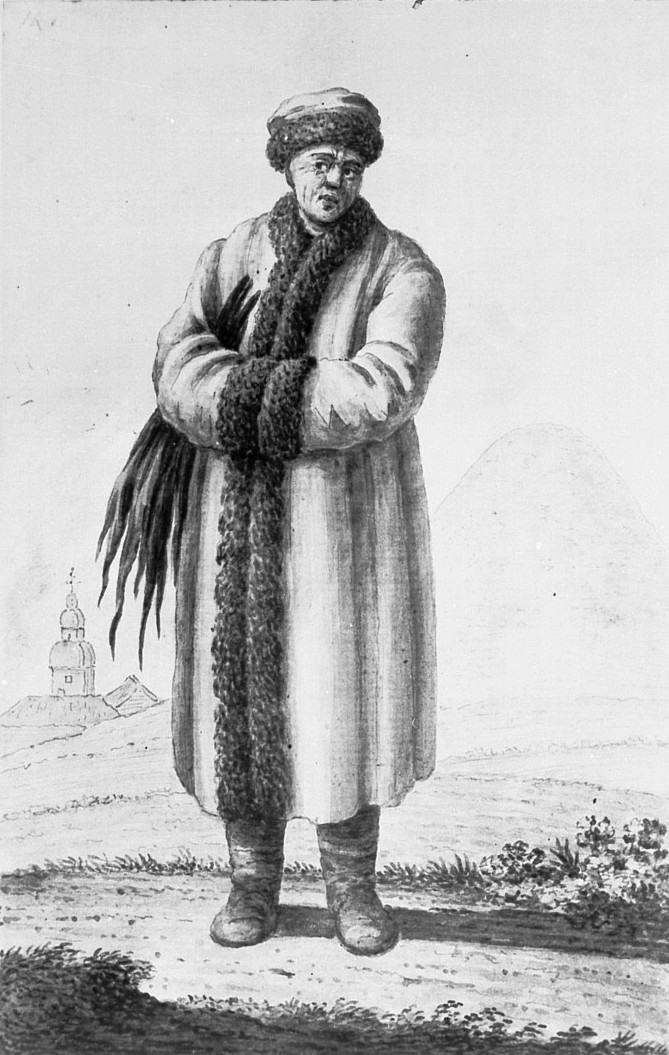
Йоган Генріх Мюнц. Бургомістр Сахнівки. 1782 рік

Сахні́вка — село в Україні, у Черкаському районі Черкаської області, підпорядковане Набутівській сільській громаді. У селі мешкає 1479 людей.

## Назва
У минулому називалося — «Осетрів», потім «Сахнів міст».

## Історія
В часи України-Русі на місці Сахнівки було городище Осетрів. Це був значний порт на Росі, до якого прибували кораблі з Дніпра. У 1169 р. після погрому Києва військами володимиро-суздальського князя Андрєя Боголюбського велика княжна Агнеса, дочка польського короля Болеслава, відправила свої коштовності до Осетрова, де на Дівочій Горі був княжий замок. Там їх і сховали в землі. Забрати коштовності вона не змогла, оскільки зрадили торки і захопили Осетрів. У середині ХІІІ ст. Осетрів було зруйновано монголо-татарами. В часи Великого князівства Литовського згідно опису Канівського замку Осетрів вже був уходом і тут існували боброві гони. У 1605 р. корсунський староста Ян Данилович дозволив шляхтичу Павловичу відновити Осетрів. У 1640-х рр. Осетрів почали називати Сахнівкою. Ця назва закріпилася в наступному десятилітті. 
Під час Національно-визвольної війни за реєстром 1649 р. в Сахнівці знаходилася Гарасименкова сотня у якій було приписано 250 козаків. У першій половині січня 1654 року для приведення до присяги московському царю у місто Сахнівка, був посланий князь Федір Барятинський.
Тут присягу склали: 1 сотник, 1 сотенний отаман, 1 сотенний осавул, 150 козаків, 19 міщан.
Поблизу села Сахнівки у ХХ ст. відкриті різновікові Сахнівські поселення, а також знайдений Сахнівський скарб. 21 лютого 1792 р. село отримало від польського короля Станіслава Августа Понятовського статус містечка на магдебурзькому праві і герб: «два осетри, навхрест покладені, на пам'ять, що село початково Осетровом звалося».

## Освіта
В селі діє авторська школа відомого педагога Олександра Захаренка.

## Пам'ятки природи

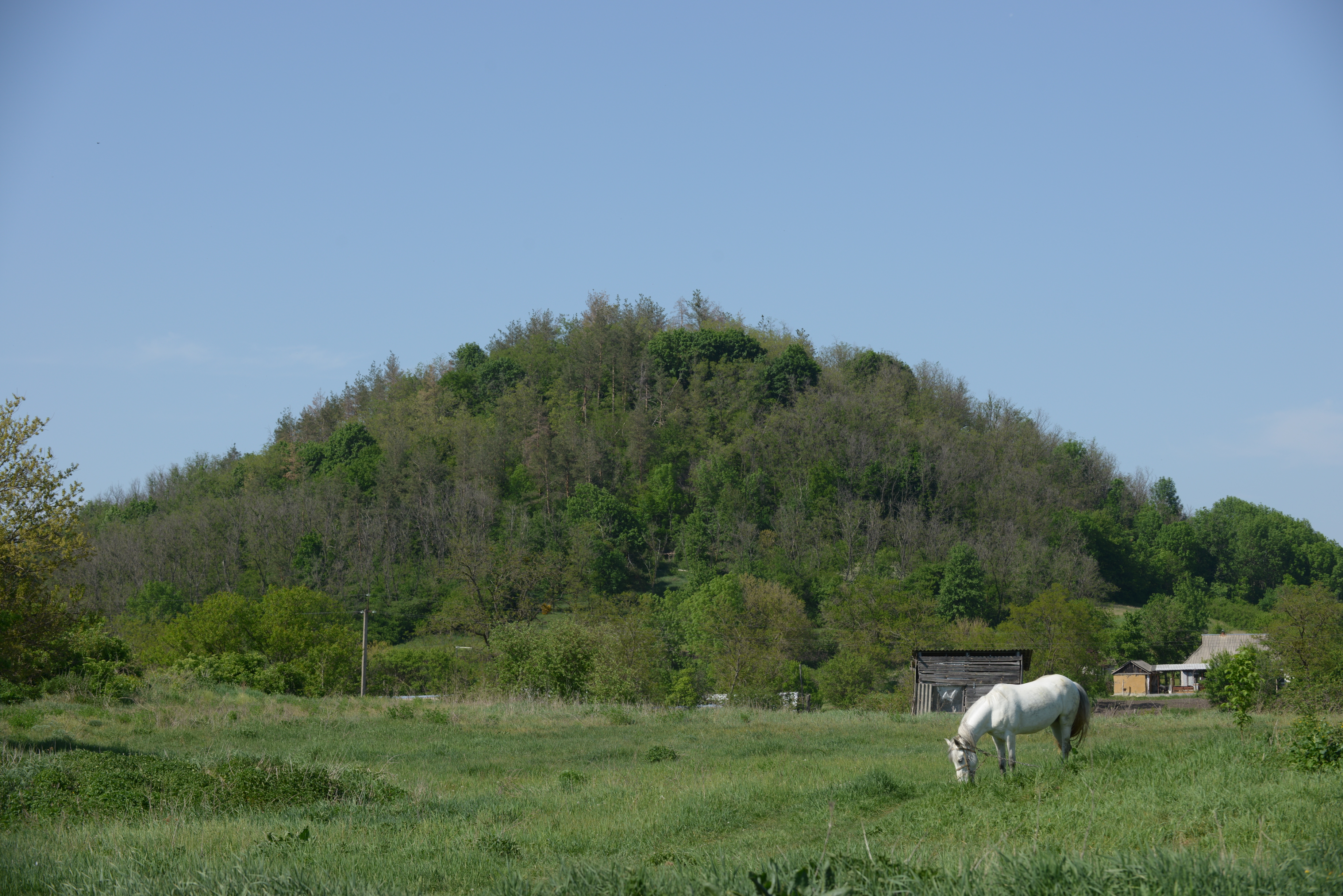
Гора «Пастушка»

- Гора «Пастушка» — комплексна пам'ятка природи місцевого значення.
- Гора «Дівиця» — комплексна пам'ятка природи місцевого значення.

## Відомі люди
В селі народився Томенко Володимир Іванович (1910—1983) — повний кавалер ордена Слави.
- Захаренко Олександр Антонович {1937-2002} — Народний учитель СРСР (1983). Член-кореспондент АПН СРСР (1989), дійсний член АПН України (1992), дійсний член РАО (1999).